# آرداشس آوانسیان
آرداشس آوانِسیان (ارمنی: Արտաշէս Ավանեսյան) یا اردشیر (زادهٔ ۱۹۰۵ – درگذشتهٔ ۱۹۹۰) از اعضای حزب کمونیست ایران و از مؤسسین حزب توده ایران بود.
او نماینده ارمنی‌های شمال ایران در دوره چهاردهم مجلس شورای ملی بین سالهای ۱۹۴۴–۱۹۴۶ میلادی بود.

## کودکی و جوانی
آوانِسیان در ۱۹۰۵ میلادی (۱۲۸۴ خورشیدی) در خانواده‌ای ارمنی در رشت به دنیا آمد. سال‌های کودکی و نوجوانی‌اش را در زادگاهش گذراند. آرداشس بعد از چهار سال تحصیل در زمینهٔ داروسازی در آزمون این رشته شرکت کرد و شاگرد اول شد اما چون سنش به بیست سال نرسیده بود به او وعده دادند که در سال بعد دیپلم داروسازی را به او اعطا می‌کنند. از آنجایی که تحصیل در این رشته نیاز به زبان‌های انگلیسی، روسی و فرانسوی داشت او با هر سهٔ این زبان‌ها آشنایی پیدا کرد و توانست از عهدهٔ امتحان برآید و در این رشته شاگرد اول شود.

## ورود به سیاست
آرداشس در زمانن تحصیل با انقلابیون جنگل همکاری می‌کرد. او در آخرین سال اقامتش در ایران و کار در داروخانه، اتحادیهٔ داروسازان را تشکیل داد و اگرچه افراد مسن تر از او هم وجود داشتند ادارهٔ آن را خود بر عهده گرفت.
در سال ۱۹۲۳ (۱۳۰۲) (۱۸ سالگی) وارد حزب کمونیست ایران شد. پس از آن به شوروی رفته و در «دانشگاه کوتو» به تحصیل پرداخت. در سال ۱۳۰۵ خورشیدی به ایران بازگشت و به عضویت کمیتهٔ مرکزی سازمان جوانان کمونیست درآمد. در سال ۱۹۳۱ (۱۳۱۰) به ۱۰ سال زندان محکوم شد.

## حزب توده
آوانسیان از مؤسسین حزب توده ایران در ۱۹۴۱ (مهر ۱۳۲۰) بود. وی پس از اخراج عده‌ای از رهبری موقت حزب (پیش از کنگرهٔ اول) به عضویت کمیتهٔ مرکزی موقت درآمد. او یکی از معرفین نورالدین کیانوری برای ورود به حزب توده در ۱۹۴۲ (اردیبهشت ۱۳۲۱) بود.
آوانسیان در انتخابات دورهٔ چهاردهم مجلس شورای ملی از حوزه انتخابیه ارامنه شمال و کلدانیان شرکت کرد. این انتخابات در ۱۹۴۴ (اردیبهشت ۱۳۲۳) برگزار شد و او با کسب ۶۰۶۸ رآی از مجموع ۶۰۹۳ رأی که به صندوق‌ها ریخته شده بود، با تأیید انتخابات در ۱۹۴۴ (امرداد ۱۳۲۳) به مجلس راه یافت و از نمایندگان فراکسیون حزب توده در مجلس شد.

## فرقه دموکرات
در سال ۱۹۴۵ (۱۳۲۴)، او در آذربایجان شورشی را سازمان داد. بعدها پلیس ادعا کرد که مدارکی پیدا کرده که نشان می‌دهد او قصد خیانت داشته است. آوانسیان به رشت فرار کرد. سپس او مدیرکل دولت خلق آذربایجان شد. هنگامی که دولت پیشه‌وری سرنگون شد، او به شوروی گریخت. در ۱۸ می ۱۹۴۹ (۲۸ اردیبهشت ۱۳۲۸) در ایران دادگاهی به‌طور غیابی او را به اعدام محکوم کرد.

## سال‌های پایانی
وی هنگامی که باخبر شد به جای حزب کمونیست، حزب توده را تأسیس کرده‌اند دلسرد شد و وقتی متوجه شد که یک مرکز مخفی کمونیستی ایجاد شده تا حزب توده و کمیته مرکزی آن را هدایت کند این طرح را پذیرفت.
وی توسط کنگره اول حزب توده ۱۹۴۴ (مرداد ۱۳۲۳) به عضویت اصلی کمیتهٔ مرکزی درآمد و تا کنگرهٔ دوم حزب ۱۹۴۸ (اردیبهشت ۱۳۲۷) در این سمت باقی‌ماند. در پلنوم چهارم (تیر ۱۳۳۶) به عنوان عضو ناظر کمیتهٔ مرکزی و در پلنوم هفتم ۱۹۶۰ (دی ۱۳۳۹) مجدداً به عنوان عضو اصلی کمیتهٔ مرکزی حزب انتخاب شد. پلنوم دوازدهم ۱۹۶۸ (خرداد ۱۳۴۷) او را به عضویت هیئت اجرایی حزب درآورد. این آخرین سمت آوانسیان در حزب توده بود و تا پلنوم چهاردهم (دی ۱۳۴۹) دوام داشت. سرانجام وی در ۱۹۹۰ (مهر ۱۳۶۹) در ایروان درگذشت.